# Dieter Kersten
Dieter Kersten (Tongeren, 25 oktober 1996) is een Belgische atleet, die gespecialiseerd is in de lange afstand en het veldlopen. Hij veroverde één Belgische titel en nam eenmaal deel aan de Olympische Spelen.

## Biografie
Kersten nam in 2015 op de 10.000 m deel aan de Europese kampioenschappen U20. Hij veroverde de bronzen medaille. In 2016 werd hij voor de eerste keer Belgisch indoorkampioen op de 3000 m.
In het veldlopen werd Kersten in 2015 achtste bij de Europese kampioenschappen veldlopen U20. Het jaar nadien werd hij tiende bij de U23 en behaalde hij met de Belgische ploeg zilver in het landenklassement.
In april 2021 liep Kersten bij zijn marathondebuut de marathon van Enschede in 2:10.22, meteen het minimum voor deelname aan de Olympische Spelen. In Tokio eindigde hij op de olympische marathon als 59e.
Kersten is aangesloten bij Atletiekclub De Demer en werd getraind door Karel Lismont, sinds 2018 wordt hij getraind door Tim Moriau.

## Belgische kampioenschappen
Indoor
| Onderdeel | Jaar |
| --------- | ---- |
| 3000 m    | 2016 |

## Persoonlijke records
Outdoor
| Onderdeel | Prestatie | Datum       | Plaats   |
| --------- | --------- | ----------- | -------- |
| 3000 m    | 8.06,90   | 3 juni 2017 | Oordegem |
| 5000 m    | 13.50,09  | 27 mei 2017 | Oordegem |
| 10.000 m  | 28.46,29  | 9 juni 2018 | Leiden   |

Indoor
| Onderdeel | Prestatie | Datum            | Plaats |
| --------- | --------- | ---------------- | ------ |
| 3000 m    | 8.12,67   | 20 februari 2016 | Gent   |

Weg
| Onderdeel      | Prestatie | Datum         | Plaats   |
| -------------- | --------- | ------------- | -------- |
| halve marathon | 1:02.43   | 21 maart 2021 | Dresden  |
| marathon       | 2:10.22   | 18 april 2021 | Enschede |

## Palmares

### 3000 m
- 2016:  BK indoor AC – 8.12,67

### 10.000 m
- 2015:  EK U20 te Eskilstuna – 30.21,85
- 2017: 14e EK U23 te Bydgoszcz – 30.36,63

### veldlopen
- 2015: 8e EK U20 in Hyères
- 2016:  BK korte cross in Wachtebeke
- 2016: 10e EK U23 in Chia
- 2016:  landenklassement EK U23 in Chia
- 2017:  BK AC in Wachtebeke
- 2019:  BK AC korte cross in Laken
- 2020:  BK AC in Laken
- 2020:  Crosscup

### marathon
- 2021: 12e Marathon van Enschede – 2:10.22
- 2021: 59e OS in Tokio - 2:22.06